# Kolumna Świętej Trójcy w Świdnicy
Kolumna Świętej Trójcy w Świdnicy (niem. Dreifaltigkeitssäule) –  kolumna w Świdnicy.
Kolumna znajduje się w Rynku u wylotu ul. Grodzkiej. Jej fundatorem był Johann Joachim von Sinzendorf (1665–1697), starosta księstwa świdnicko-jaworskiego w latach 1692-1697, żonaty od 1693 z Anną Franciszką von Kinsky. W 1697 po śmierci Johanna von Sinzendorfa wdowa umieściła na postumencie inskrypcję o fundatorze z herbami von: Sinzendorf i Kinsky.

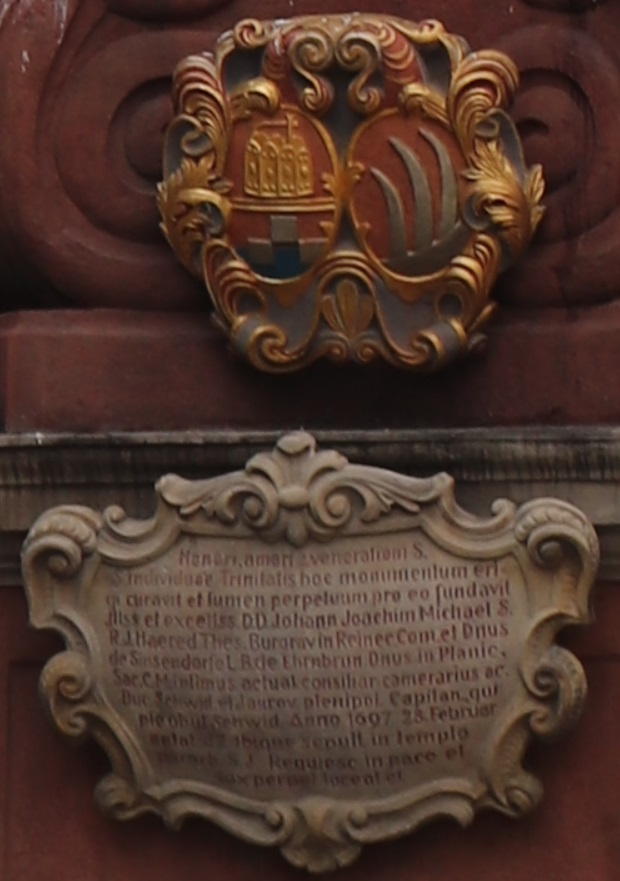
Herby: Sinzendorf, Kinsky i inskrypcja
Herb Johanna von Sinzendorfa
Herb Anny von Kinsky